# 삼성 갤럭시 A25
삼성 갤럭시 A25(영어: Samsung Galaxy A25)는 삼성전자가 출시한 안드로이드 스마트폰이다. 이 전화기는 2023년 12월에 발표되었다